# Rentenmark
Le rentenmark ou Mark-rente  est une monnaie de transition allemande, adoptée pour faire face à l'hyperinflation qui sévit entre 1919 et 1923. Elle est utilisée de 1923 à 1948, et conjointement, à partir d'août 1924, avec le reichsmark.

## Histoire

### Une réforme inévitable
Une anticipation théorique, jamais mise en pratique, du rentenmark pour combattre l'inflation, fut le roggenmark, qu'on aurait couvert avec les réserves de céréales, car au terme du traité de Versailles (1920), l'Allemagne n'avait pratiquement plus de réserves d'or. Ce projet fut toutefois abandonné, ce qui provoqua à partir de novembre 1923 la mise en circulation en dernier ressort des premiers rentenmarks.
Le rentenmark est utilisé comme monnaie fiduciaire et distribué sous forme de pièces de monnaie et petites coupures entre le 15 octobre 1923 et le 15 novembre 1924 par le Rentenbank, organisme destiné initialement à éradiquer la spéculation contre la monnaie nationale sur le marché des changes et des devises. Son lancement officiel a lieu le 1er décembre 1923.
Le taux de change avec le papiermark est fixé à 1 pour 1 000 milliards, à un moment (novembre 1923) où le dollar cote sur le marché des changes 4 200 milliards de marks. La parité d'avant-guerre du mark-or contre le dollar était de 4,20 (1913).
Cette initiative imaginée par le conseiller Hjalmar Schacht, par-delà le fait qu'elle supprime douze zéros sur les billets de banque, permet la création d'une monnaie de transition, le rentenmark, couverte à concurrence de 3,2 milliards de marks-or par des formes d'hypothèques et d'assignations sur les secteurs de l'agriculture, de l'industrie et du commerce de gros. Cette opération permet dans un premier temps de restaurer la confiance des investisseurs en supprimant toute forme de spéculation sur la monnaie : on cesse de revendre du mark contre du dollar.

### Principe
Le rentenmark n'avait pas cours forcé, en ce sens qu'il n'y a aucune obligation de l'accepter comme paiement ; mais la population finit par l'accepter et ce consensus met un terme à l'hyperinflation. Un économiste comme John Maynard Keynes parle à cette occasion de « miracle du rentenmark ».
Le reichsmark est créé le 30 août 1924 : à partir de cette date, il circule donc en même temps que le rentenmark. La parité est de 1 reichsmark pour 1 rentenmark. Contrairement à ce qu'il est coutumier de croire, le reichsmark ne remplace donc pas le rentenmark, les paiements peuvent en effet se faire dans les deux monnaies. La différence tient à la façon dont les deux devises sont indexées :
- le rentenmark est couvert par l'hypothèque (Grundschuld) et la rétrocession à l’État d'une partie de la valeur ajoutée, c'est-à-dire que tout entrepreneur, tout propriétaire d'usine, de biens mobiliers ou immobiliers hypothéqués devait céder 6 % de la valeur des biens réalisés à l'État. Cette assignation d'une partie du capital réel des entreprises couvrait le rentenmark et lui conférait une assise.
- de son côté, le reichsmark est couvert par les ressources nationales potentielles, à savoir, dans ce cas, les réserves de charbon, de minerai de fer et bien sûr d'or.

### Conséquences
La mise en circulation du reichsmark fait peu à peu disparaître le terme de « rentenmark » de tous les actes officiels.
La Rentenbank continue d'exister après 1924 et des billets et pièces de monnaie libellés en rentenmark et rentenpfennig restèrent en circulation. Les derniers billets en rentenmark (ceux de 1 et 2 rentenmark) sont datés du 30 janvier 1937 ; ils sont abandonnés lors de l'entrée en guerre de l'Angleterre le 5 septembre 1939 mais demeurent convertibles jusqu'à la réforme monétaire de 1948.
Comme le Rentenmark et le Reichsmark possédaient la même abréviation, à savoir « RM », il n'y avait aucune raison de supprimer le Rentenmark au profit du Reichsmark.

## Pièces de monnaie
- En bronze : 1 et 2 rentenpfennig
- En cuivre-nickel : 5, 10 et 50 rentenpfennig

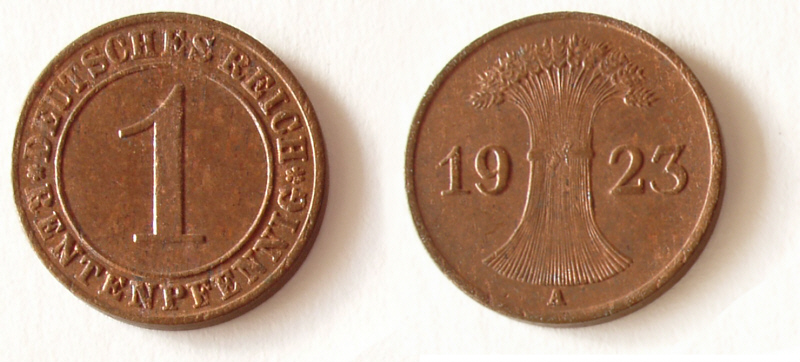
1 rentenpfennig (1923).
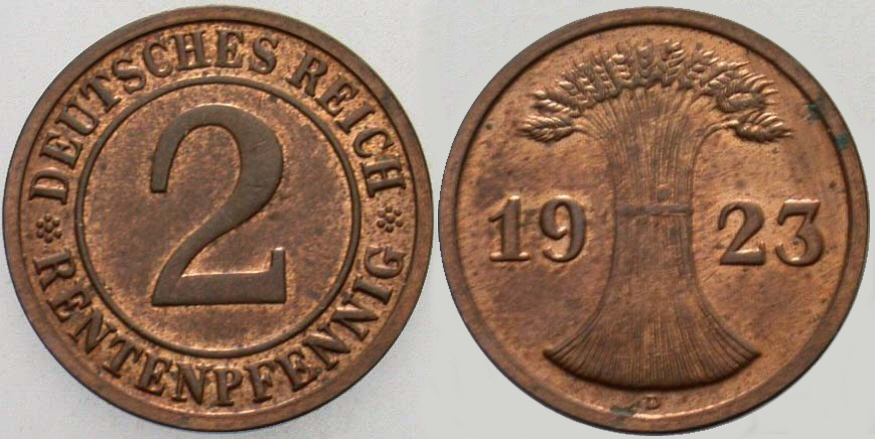
2 rentenpfennig (1923.
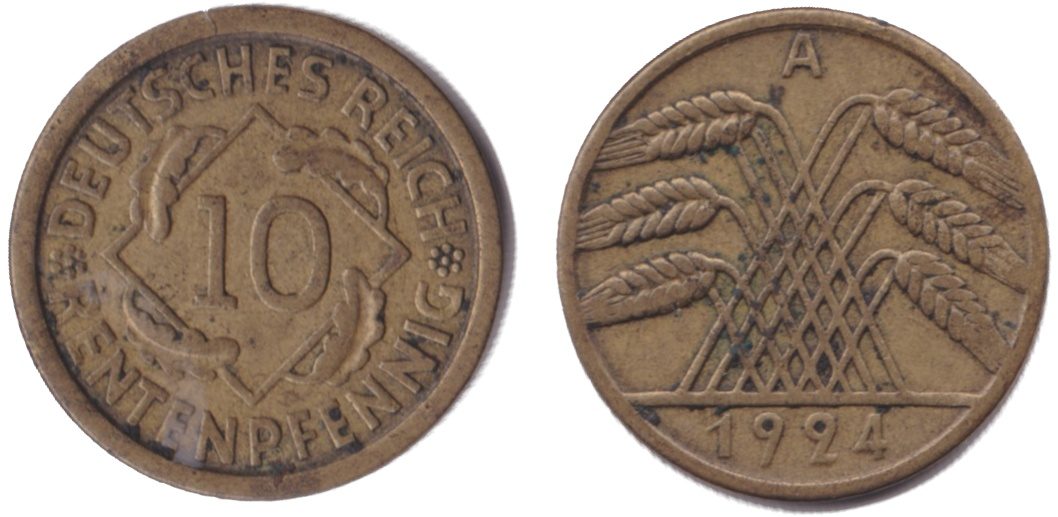
10 rentenpfennig (1924).
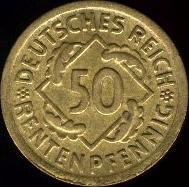
50 rentenpfennig (1924, avers).

## Billets de banque

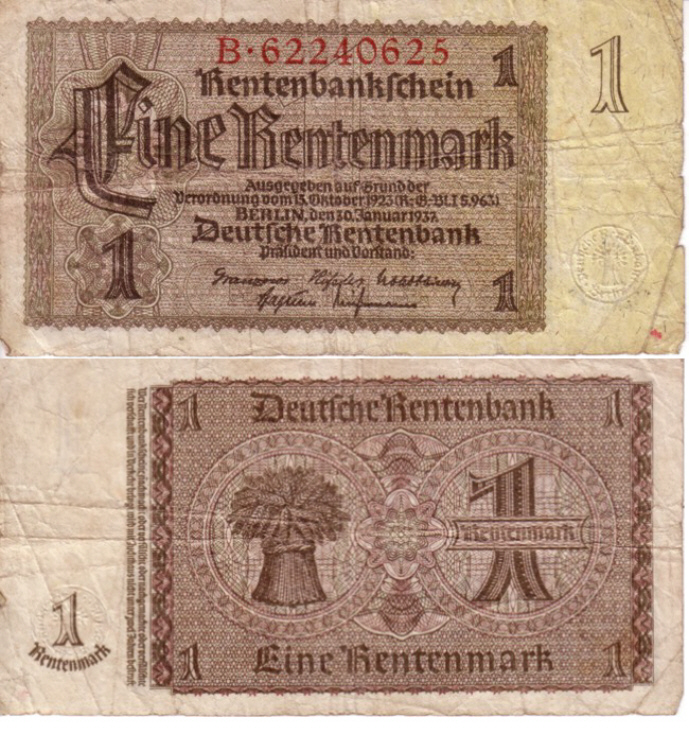
1 RM
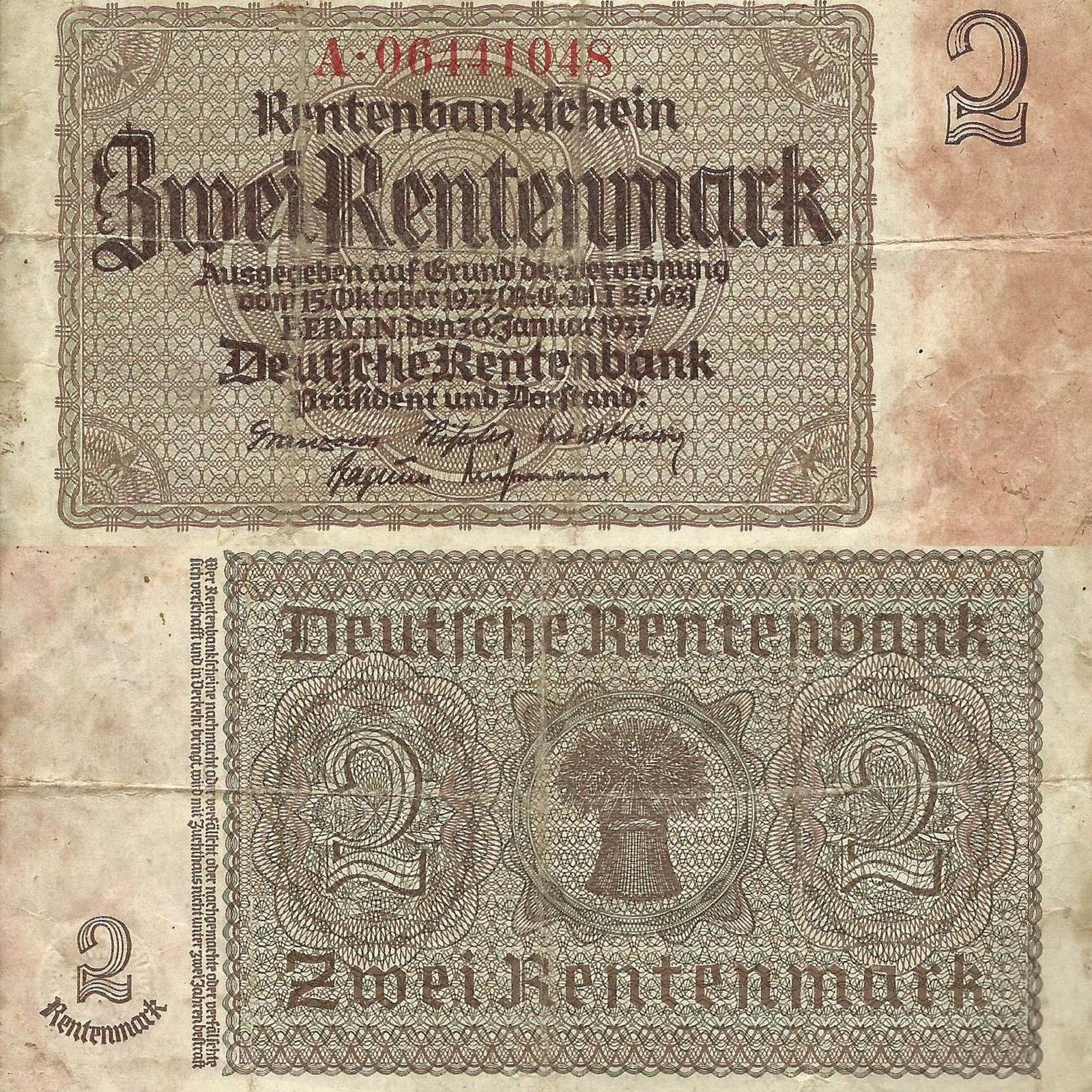
2 RM
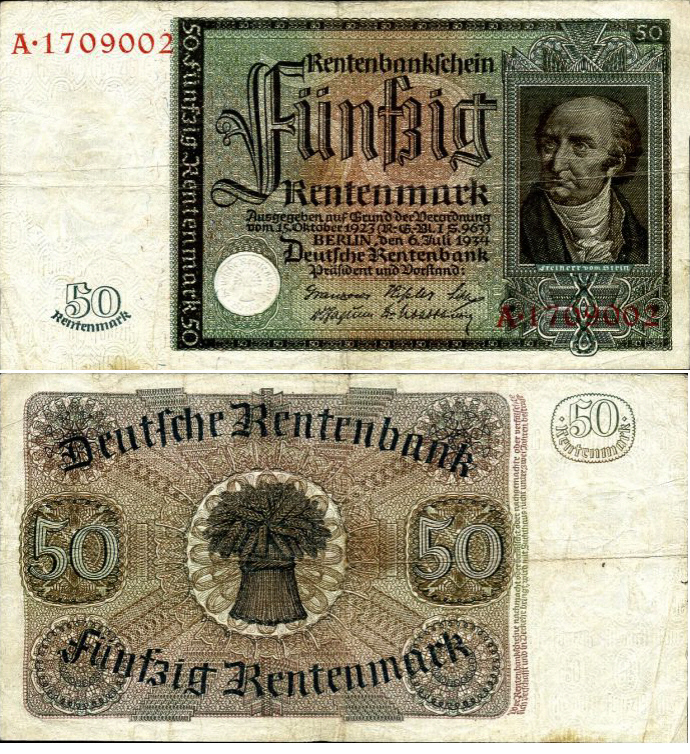
50 RM

Série 1923 :

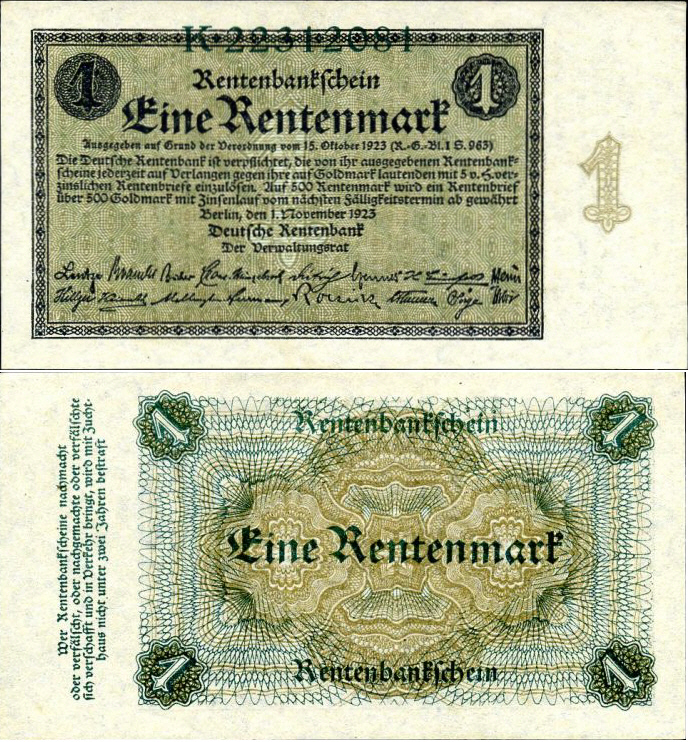
1 RM
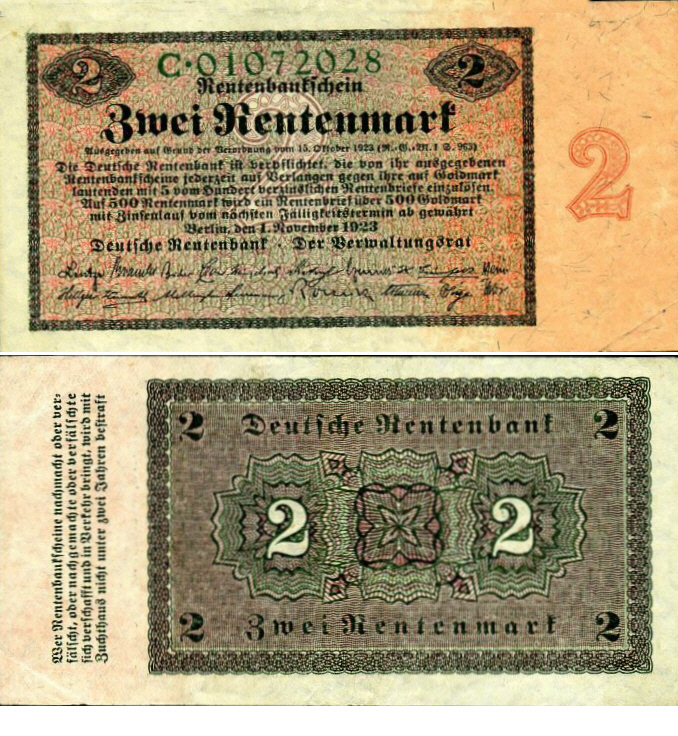
2 RM
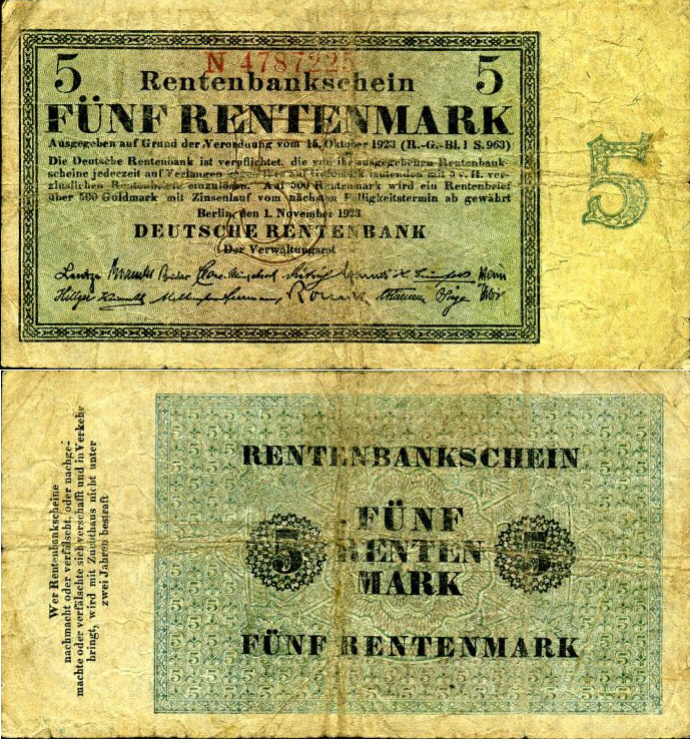
5 RM
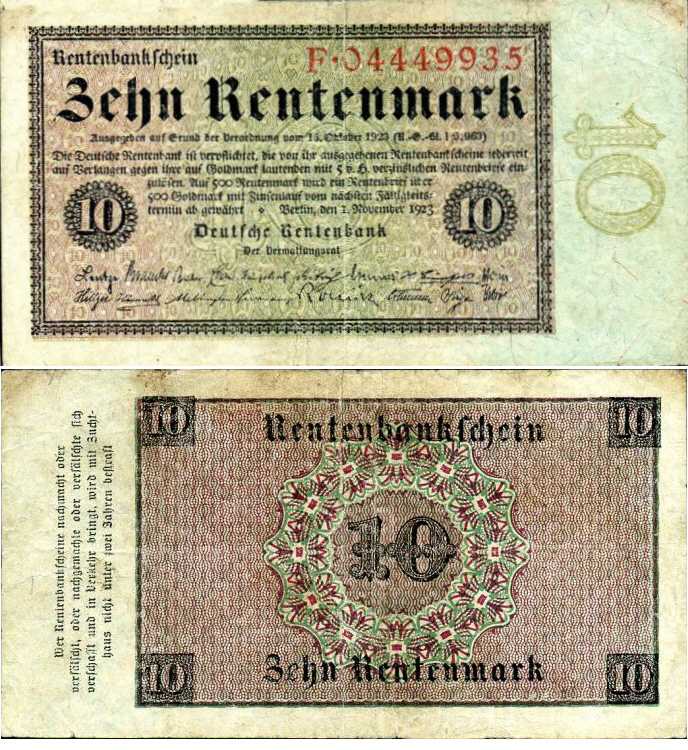
10 RM
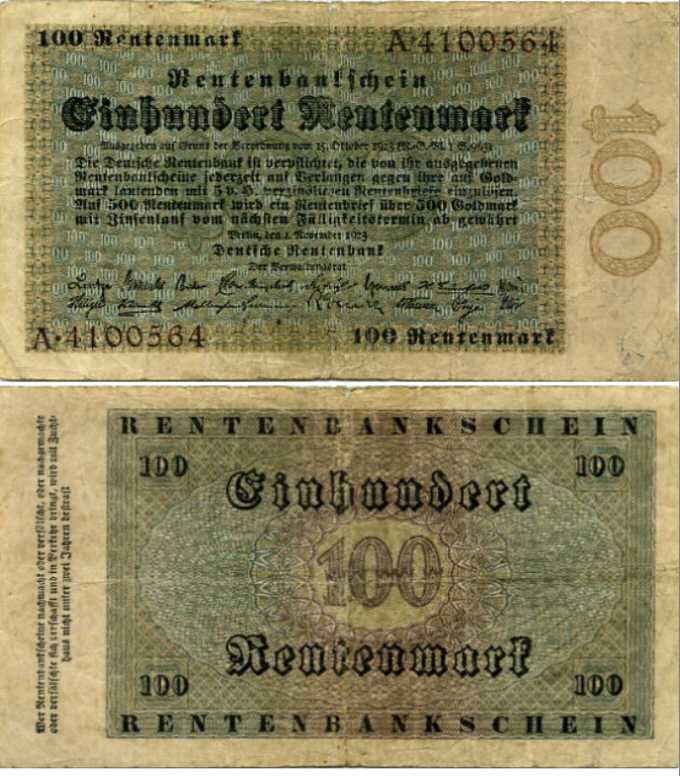
100 RM
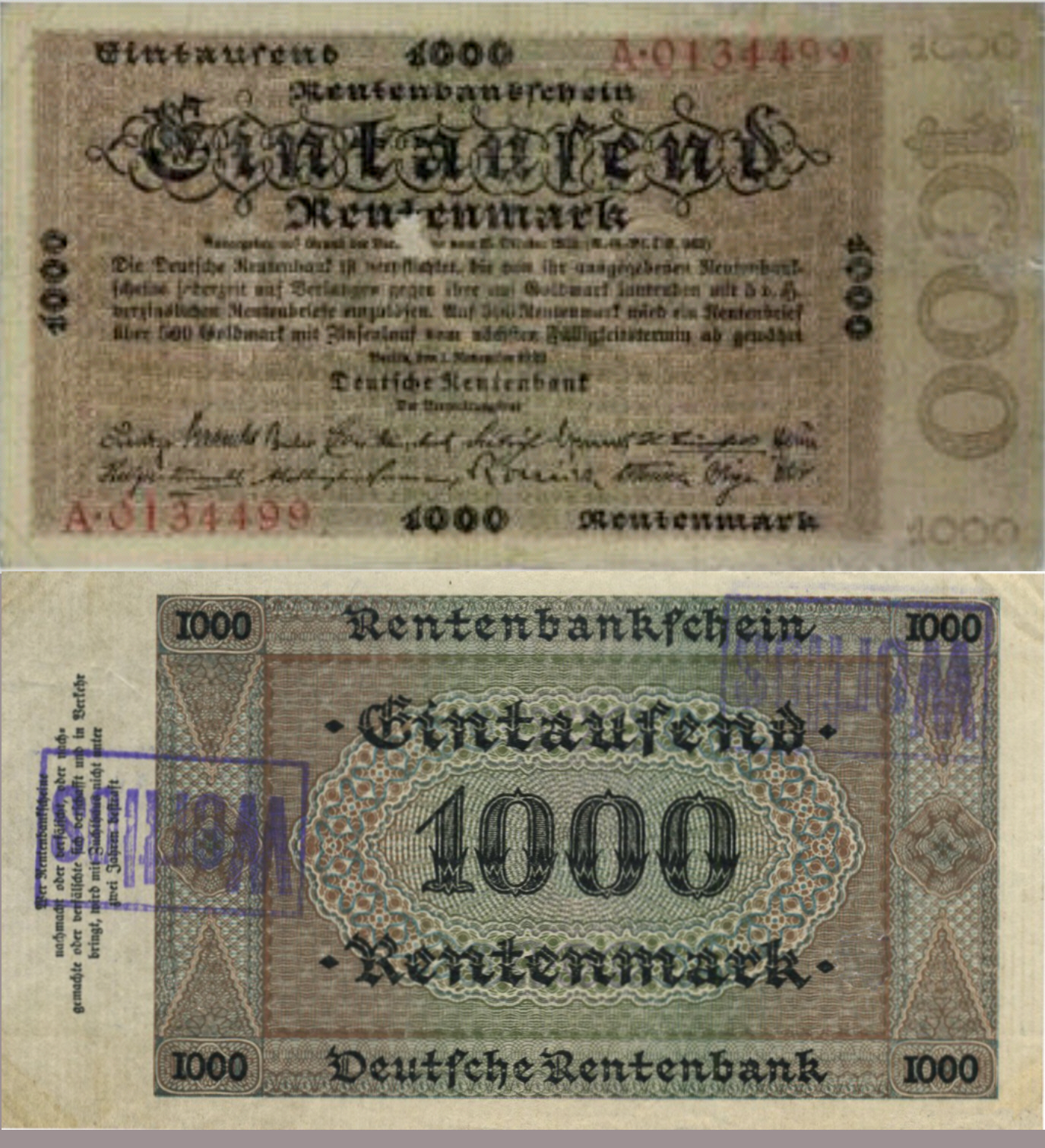
1000 RM (recto)

Série 1925-26 :

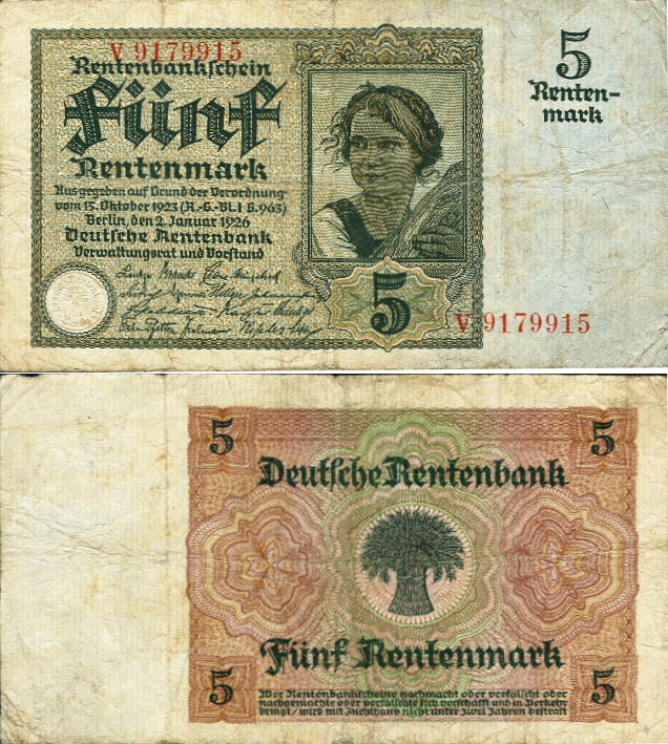
5 RM
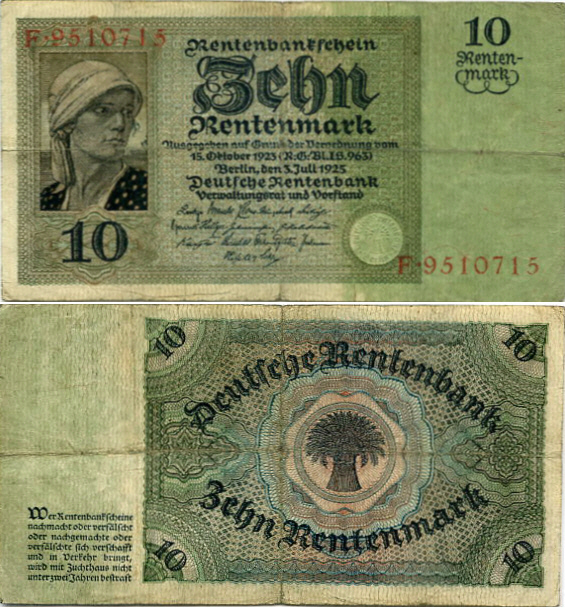
10 RM (recto)
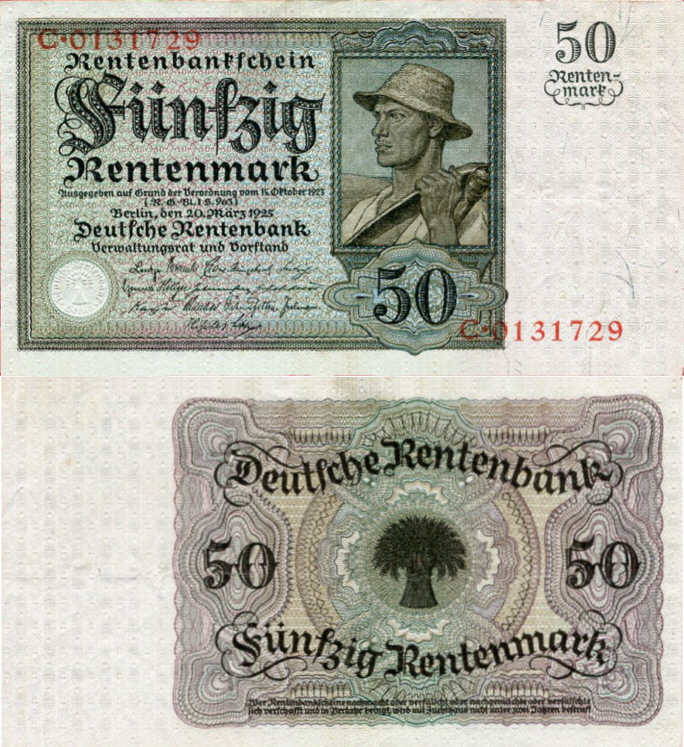
50 RM

Série 1934-37 :
- 1 RM
- 2 RM
- 50 RM